# Tom Gladdis
Tom Gladdis (ur. 24 lutego 1991 roku na Wyspie Wight) – brytyjski kierowca wyścigowy.

## Kariera
Gladdis rozpoczął karierę w wyścigach samochodowych w 2007 roku od startów w Brytyjskiej Formule BMW oraz w Formule BMW ADAC. Z dorobkiem odpowiednio 262 i ośmiu punktów uplasował się tam odpowiednio na czternastej i 32 pozycji w klasyfikacji generalnej. W późniejszych latach pojawiał się także w stawce Azjatyckiej Formuły BMW, Światowego Finału Formuły BMW, Star Mazda, Formuły 2, Radical UK Cup - Masters oraz MRF Challenge.
W Mistrzostwach Formuły 2 startował w latach 2009-2011. Uzbierał w tych sezonach odpowiednio cztery, 28 i jeden punkt. W 2010 roku został sklasyfikowany na piętnastym miejscu w klasyfikacji końcowej kierowców.

## Statystyki
| Sezon     | Seria                        | Zespół            | Wyścigi | Zwycięstwa | PP | NO | Podium | Punkty | Pozycja |
| --------- | ---------------------------- | ----------------- | ------- | ---------- | -- | -- | ------ | ------ | ------- |
| 2007      | Brytyjska Formuła BMW        | Nexa Racing       | 17      | 0          | 0  | 0  | 0      | 262    | 14      |
| 2007      | Formuła BMW ADAC             | Team Zinner       | 2       | 0          | 0  | 0  | 0      | 8      | 32      |
| 2007      | Azjatycka Formuła BMW        | Ao's Racing Team  | 4       | 0          | 0  | 0  | 0      | 0      | NS†     |
| 2008      | Star Mazda Championship      | Andersen Racing   | 10      | 2          | 1  | 3  | 3      | 334    | 6       |
| 2009      | Formuła 2                    | MotorSport Vision | 16      | 0          | 0  | 0  | 0      | 4      | 20      |
| 2010      | Formuła 2                    | MotorSport Vision | 6       | 0          | 0  | 0  | 1      | 28     | 15      |
| 2011      | Formuła 2                    | MotorSport Vision | 2       | 0          | 0  | 0  | 0      | 1      | 18      |
| 2012      | Radical UK Cup - Masters     |                   | 2       | 0          | 1  | 1  | 0      | 0      | NS†     |
| 2012/2013 | MRF Challenge - Formula 2000 |                   | 6       | 0          | 0  | 0  | 0      | 18     | 13      |

† – Gladdis nie był zaliczany do klasyfikacji